# Luka Lončar
Luka Lončar (ur. 26 czerwca 1987) – chorwacki piłkarz wodny. Srebrny medalista olimpijski z Rio de Janeiro.
Zawody w 2016 były jego pierwszymi igrzyskami olimpijskimi. Występuje jako środkowy napastnik. W 2013 zdobył brązowy medal mistrzostw świata, w 2015 srebro tej imprezy. W 2017 Chorwaci zdobyli tytuł mistrzów świata, w 2019 ponownie zajęli trzecie miejsce. Na mistrzostwach Europy w 2018 sięgnął po brąz. W 2017 został wybrany do drużyny gwiazd mistrzostw świata.